# Robert Christopher Riley
Robert Christopher Riley (né le 11 octobre 1980) est un acteur américain de cinéma, de télévision et de théâtre d'origine trinidadienne et bajanaise. Il est connu pour son rôle de Terrence Wall dans la série dramatique télévisée de VH1 Hit The Floor dans laquelle il a joué de 2013 à 2016, et pour avoir joué Michael Culhane dans le reboot de Dynastie, produit par The CW.

## Jeunesse
Riley est né et a grandi à Brooklyn, New York. Sa mère est née à Trinidad et son père à la Barbade. Riley a fréquenté le Brooklyn Technical High School, où il a participé au club de théâtre du lycée. Il est allé à l'université et a obtenu sa licence en théâtre à l'Université de Lehigh à Bethlehem, Pennsylvanie en 2003. En 2006, il a obtenu sa maîtrise en théâtre à l'Université de l'Ohio. Il a joué au football universitaire et a écrit son premier scénario théâtral qu'il a également réalisé.

## Carrière
De 2013 à 2016, Riley a tenu le rôle de Terrence Wall dans la série télévisée dramatique VH1 Hit The Floor,.
Sur Broadway, Riley a tenu le rôle de Dave Robinson dans Lombardi et a joué dans la pièce de Tennessee Williams La Chatte sur un toit brûlant tant que Brick, succédant à Terrence Howard dans le rôle. En 2014, il est apparu sous le nom de Jay "The Sport" Jackson dans The Royale de Marco Ramirez (producteur et scénariste télé) au Old Globe Theatre. Il a également joué Jared dans le film de TV One Bad Dad Rehab en 2016.
En mars 2017, Riley a été choisi pour jouer le chauffeur Michael Culhane dans le reboot de Dynastie de The CW.

## Filmographie

### Film
| Date | Titre                     | Rôle               | Remarques       |
| ---- | ------------------------- | ------------------ | --------------- |
| 2006 | The Trade Off             | Kenny / Ralph      |                 |
| 2007 | Over Coffee               | Death              | Court métrage   |
| 2009 | The Turtle                | Hadlermann         | Vidéo courte    |
| 2012 | Jason Bourne : L'Héritage | Outcome #6         |                 |
| 2013 | The Spirit Game           | Colson             | Court métrage   |
| 2014 | Getting Even              | Hennessy           |                 |
| 2016 | L'accord parfait          | Victor             |                 |
| 2016 | Love on the Run           | Mr. Handsome       |                 |
| 2016 | Destined                  | Cal / Calvin       |                 |
| 2016 | Barrow: Freedom Fighter   | Jean Holder        | Documentaire    |
| 2017 | Walk Away From Love       | Andre              |                 |
| 2019 | Professor Mack            | Christopher Morris |                 |
| TBA  | Naked Singularity         | Winston            | Post-production |

### Télévision
| Date        | Titre                        | Rôle               | Remarques                    |
| ----------- | ---------------------------- | ------------------ | ---------------------------- |
| 2009        | Law & Order: Criminal Intent | Cleon Lewis        | 1 épisode                    |
| 2009        | Royal Pains                  | Paramédic #1       | 1 épisode                    |
| 2009        | Médium                       | Officier de police | 1 épisode                    |
| 2009        | Nurse Jackie                 | Officier #1        | 1 épisode                    |
| 2010        | Victorious                   | Derrick            | 1 épisode                    |
| 2011        | Eden                         | Le portier         | 1 épisode                    |
| 2011        | FBI : Duo très spécial       | Young Jefferies    | 1 épisode                    |
| 2012        | Nurse Jackie                 | Hot Cop            | 1 épisode                    |
| 2012        | Single Ladies                |                    | 1 épisode                    |
| 2012        | Damages                      | Mike l'avocat      | 1 épisode                    |
| 2012        | For Better or Worse          | Harold             | 1 épisode                    |
| 2013-2016   | Hit the Floor                | Terrence Wall      | Rôle principal (33 épisodes) |
| 2013        | Ironside                     |                    | 1 épisode                    |
| 2014        | Seasons of Love              | Miles              | Téléfilm                     |
| 2016        | Bad Dad Rehab                | Jared              | Téléfilm                     |
| 2016        | Bring Out the Lady           | Vegas              | Téléfilm                     |
| 2017        | Underground                  | Hicks              | 5 épisodes                   |
| 2017        | Elementary                   | Roy Booker         | 3 épisodes                   |
| 2017-2022   | Dynastie                     | Michael Culhane    | Rôle principal               |
| depuis 2025 | Beyond the Gates             | Carlton Fitzgerald |                              |

### Jeux vidéo
| Date | Titre              | Rôle              | Remarques |
| ---- | ------------------ | ----------------- | --------- |
| 2013 | Grand Theft Auto V | Population locale | (Voix)    |

### Dans son propre rôle
| Date | Titre              | Soi                  | Remarques |
| ---- | ------------------ | -------------------- | --------- |
| 2013 | Do Something Award | Lui-même             |           |
| 2013 | Datzhott           | Lui-même             | 1 épisode |
| 2014 | Teens Who Know     | Invité spécial       | 1 épisode |
| 2017 | Apollo Night LA    | Présentateur spécial | 1 épisode |

### Vidéos musicales
| Date | Titre    | Rôle            | Remarques |
| ---- | -------- | --------------- | --------- |
| 2019 | Carry On | Patrice Roberts |           |

## Autres mentions
| Date | Titre           | Personnel    | Remarques       |
| ---- | --------------- | ------------ | --------------- |
| 2018 | Professeur Mack | Coproducteur | Post-production |